# Asura cruciata
Asura cruciata là một loài bướm đêm thuộc phân họ Arctiinae, họ Erebidae.